# آرثر برودهيرست
آرثر برودهيرست (بالإنجليزية: Arthur Broadhurst)‏ هو سياسي أمريكي، ولد في 28 سبتمبر 1964. حزبياً، نشط في الحزب الديمقراطي. وقد انتخب عضو مجلس نواب ماساتشوستس.